# Breithorn (Lauterbrunnen)
Breithorn är ett berg i Schweiz.   Det ligger i kantonen Bern, i den centrala delen av landet, 60 km sydost om huvudstaden Bern. Toppen på Breithorn är 3 780 meter över havet, eller 535 meter över den omgivande terrängen. Bredden vid basen är 2,3 km.
Terrängen runt Breithorn är huvudsakligen mycket bergig. Närmaste större samhälle är Naters, 18,8 km sydost om Breithorn. 
Trakten runt Breithorn är permanent täckt av is och snö. Trakten runt Breithorn är nära nog obefolkad, med mindre än två invånare per kvadratkilometer.